# Športni park Domžale
Športni park Domžale je višenamjenski stadion u slovenskim Domžalama te je dom slovenskih prvoligaša NK Domžale i NK Radomlje. Stadion ima kapacitet od 3100 mjesta te je renoviran i moderniziran 1997. i 1999. godine.
Dana 29. lipnja 2006. na stadionu u Domžalama postavljeni su reflektori dok je 7. veljače 2007. stadion ugostio do sada jedinu utakmicu slovenske reprezentacije.

## Reprezentativne utakmice
| 7. veljače 2007. 20:15 |     |          | |
| Slovenija              | 1:0 | Estonija | Športni park Domžale, Domžale Utakmica: Prijateljska utakmica Gledatelja: 2000 Sudac: Damien Ledentu (Francuska) |
| Lavrič (34. pen.)      |     |          | Športni park Domžale, Domžale Utakmica: Prijateljska utakmica Gledatelja: 2000 Sudac: Damien Ledentu (Francuska) |

## Vanjske poveznice
- Športni park Domžale[neaktivna poveznica]